# Steve Hiett
Steve Hiett (1940 Spojené království – 28. srpna 2019) byl anglický portrétní a módní fotograf se sídlem v Paříži.

## Život a práce
Od roku 1957 studoval Hiett malbu na Worthing Art School. V roce 1959 přešel na Brighton Art School, kde studoval grafický design, a také začal studovat fotografii.
Po studiu se připojil k psycho-popové kapele Pyramid. Tato zkušenost jej v 70. letech zavedla k fotografování zákulisí amerického kytaristy a zpěváka Jimiho Hendrixe. Kromě toho Hiett začal pracovat na sérii fotografií prázdných příměstských ulic, které vyústily v jeho první knihu Pleasure Places (Flash Books, 1975).
V roce 1968 začal svou kariéru jako módní fotograf pro časopis Nova. V roce 1972 se přestěhoval do Paříže a jeho práce začaly pravidelně vycházet v Marie Claire, Vogue , Elle a dalších časopisech.
Během osmdesátých let pracoval jako fotograf a rozvíjel svůj osobitý styl přesaturovaných snímků, rámování mimo střed a oslňujícího blesku.
Ve stejném období vytvořil v Japonsku sólové kytarové album pro Sony / CBS Down On The Road By The Beach doprovázenou fotografickou knihou. Řekl: „Miloval jsem jen skládání hudby a hraní na kytaru. Ať jdu, kam jdu, stále beru s sebou kytaru. V 80. letech jsem vytvořil kytarové album v Japonsku a také jsem hrál pro nějaké francouzské televizní reklamy a ve Francii jsem se podílel na hitu zpěváka Valliho, kterému jsem koprodukoval a hrál na kytaru. Stále pracuji, hraji na kytaru a píšu hudbu.“
V 90. letech se Hiett přestěhoval do New Yorku a věnoval se grafickému designu a typografii. Tam se setkal s Carlou Sozzani, která ho pozvala, aby se vrátil do Paříže a pracoval pro Vogue Italia. Řekl: „Pak jsem si uvědomil, že existuje zcela nový svět módních časopisů. A zdálo se, že moje kariéra fotografa začíná znovu. Můj styl se vyvinul s novou digitální technologií, ale myslím, že to stále vypadá téměř stejně.“
V roce 2014 vedl hodnocení fotografií na festivalu Hyeres, během kterého se ve Villa Noailles konala retrospektiva Steve Hiett: The Song Remains the Same.
Hiett fotografoval takové celebrity jako byli například: Jimi Hendrix, Sophia Loren, The Beach Boys, The Doors, Miles Davis, Uma Thurman, Diane Krugerová, Nathalie Wood, Julie Driscoll, The Rolling Stones, Sandie Shaw, Joni Mitchell a The Hollies. Pracoval pro módní časopisy: Marie Claire, Vogue Italia, The Face , Vogue France, Vogue Čína, Vogue Rusko, Vogue Španělsko, Harper Bazaar, Visionnaire, Hunger, Nova, Elle, Spoon Magazine a Glamour. Pracoval pro značky Roberto Cavalli, Guy Laroche, Oscar de la Renta, Big a Piaget.
Zemřel 28. srpna 2019.

## Výstavy
- Down On The Road By The Beach, Galerie Watari, Tokyo, květen 1983
- Vogue's Glittering World, Galleria Carla Sozzani, Milan, 15. – 31. prosince 1999[16]
- La Femme Cachée – London, Berlin, Milan, Shangai, C/O Gallery, Berlin, 29. května– 11. června 2003[17]
- Electric Fashion, Wouter van Leeuwen, Amsterdam, 3. března – 7. dubna 2007[18]
- Visiontrack, Galerie Maeght, Paris, 5. února – 14. března 2009[19]
- Out Takes, Somerset House, Londýn, 12. – 28. října 2012[20][21]
- The Song Remains the Same, Villa Noailles, Hyères, Hyères 2014 – Festival international de mode et de photographie fr, 28. dubna – 24. května 2014[2][13]
- Urban Grace, 7.24×0.26 Gallery, Milan, Italy, 26. června – 15. září 2014[22]
- She Knows Me Too Well: Some Early Photographs, Galerie Madé, Paris, 27. listopadu 2014 – 24. ledna 2015[23][24]
- Beyond Blonde, Galleria Carla Sozzani, Milan, Italy, 24. února – 3. dubna 2016[25]
- Cool Pola, Galerie La Hune, Paris, 5. prosince 2016 – 15. února 2017[26]
- Steve Hiett Polaroids, Galerie Madé, Paříž, 14. září – 20. října 2017[27]

## Publikace
- Pleasure Places. Flash Books, 1975[28]
- Down on the Road by the Beach. Sony/CBS, 1982.
- Hyper Real Soul. gallery 213, 2000.
- Femme Cachée. Joop Jeans; Milan: Vogue Italia, 2005
- Glittering World. Condé Nast Itálie, 2006
- Portraits de Ville: New York. Paris: be-pôles, 2012.[29]
- Roland Garros. Paris: Martiniere, 2015. With a preface by Philippe Labro.[30]
- Beyond Blonde. Munich: Prestel, 2015. Philippe Garner. "Traces the evolution of his first shots, taken in Bromley of "simple pictures of quiet empty places" to his time as art director at Arthur Elgort’s Model Manual and his ongoing work in fashion today."[2][31]